# Mohammad Chtayyeh
Mohammad Chtayyeh (en arabe : محمد اشتية), né le 17 janvier 1958, à Tell, à Naplouse, est un homme politique palestinien. Il est le Premier ministre de l'Autorité palestinienne, d'avril 2019 à mars 2024. Il est précédemment ministre de Travaux publics et du Logement et ministre du Conseil économique palestinien pour le développement et la reconstruction.
C'est un expert économique titulaire d'un doctorat en développement économique de l'université du Sussex. Il officie comme professeur et doyen à l'université de Beir Zeit et publie notamment plusieurs livres sur l'économie, la politique et l'histoire . 
Il est régulièrement cité comme possible successeur de Mahmoud Abbas, le président de l'Autorité palestinienne,,.

## Études
Mohammad Chtayyeh est titulaire d'une licence en administration des affaires et en économie de l'université de Birzeit ; il a obtenu son diplôme en 1981.
Il a ensuite fréquenté l'Institute for Development Studies, de l'université du Sussex à Brighton, au Royaume-Uni, où il obtient un doctorat en développement économique en 1989.

## Carrière
Chtayyeh est professeur de développement économique de 1989 à 1991 à l'université de Beir Zeit, en Palestine. Il y devint plus tard doyen des affaires étudiantes jusqu'en 1993 . 
De 1994 à 1996, Chtayyeh est directeur administratif et financier du Conseil économique palestinien pour le développement et la reconstruction (PECDAR). À ce titre, il tient à jour les bases de données des donateurs et fournit du financement pour les projets de développement financés par l'organisation ; et met en place des systèmes de gestion financière et d'établissement de rapports transparents et solides reconnus par les partenaires et donateurs internationaux. Il est ensuite nommé dans le gouvernement, occupant ce poste depuis 1996, et gère un fonds d'investissement d'une valeur de plus de 1,6 milliard de dollars et est responsable de la mise en œuvre et du suivi de tous les projets nationaux pour la Palestine financés par l'Autorité nationale palestinienne et les partenaires internationaux. 
De 1995 à 1998, Chtayyeh occupe le poste de secrétaire général de la commission électorale centrale de l'Autorité nationale palestinienne. Depuis 2005, il est le gouverneur palestinien de la Banque islamique . De 2005 à 2006, puis à nouveau de 2008 à 2010, il a été ministre des Travaux publics et du Logement,. 
Le 26 février 2024, au beau milieu de la guerre entre Israël et le Hamas et en raison de ses répercussions en Cisjordanie, Chtayyeh annonce qu'il démissionne de son poste, citant son mécontentement face à la situation actuelle dans la région et la nécessité de « nouveaux accords politiques et gouvernementaux » ainsi que l'extension de la souveraineté de l'Autorité palestinienne sur l'ensemble des territoires palestiniens. Il est remplacé par Mohammad Mustafa

## Récompenses et décorations
- Chevalier de l'ordre national du Mérite, décerné par le président français Jacques Chirac, en mai 1999.

## Publications
- Al Mokhtasar Fi Tareekh Falastin. Dar AlShouk, Beyrouth, 2015 (en arabe)
- Israeli settlements and The Erosion of Two-States Solution. Dar AlShorouk, Beyrouth,.2015
- The Palestinian Economy in the Transitional Period. PECDAR, 3e éd., 2010.
- A Jerusalem Developmental Vision, PECDAR, 2010.
- The Encyclopedia of Palestinian Terms and Concepts, Palestinian Center for Regional Studies, 2009.
- Ikleel Men Shawk (Wreath of Thorns) Arab Scientific Publishers. Beyrouth, 2009. Collection of short stories.
- The Economies of Islamic Waqf in the Lands of the Palestinian Authority, (avec Abdul Aziz Douri et Nael Mousa), PECDAR, 1sted. 2000 (arabe) et 2nd ed. 2006 (arabe).
- Housing Policy in Palestine, Ministry of Public Works & Housing, Ramallah, 2006.
- Israel's Disengagement from the Gaza Strip, (avec Tim Sheehi et Eyad Ennab), PECDAR, 2006.
- Palestine: Country Profile, PECDAR, 2006.
- Editor, Vision for Palestine, PECDAR, Jérusalem, 2005.
- Editor, Municipalities and Local Government Units in Palestine – Establishment, Function and its Role in Economic Development, PECDAR, Jérusalem, 2004.
- Editor, The Islamic Movements in the Middle East. Palestinian Center for Regional Studies. Al-Bireh, 2000.
- The Future of the Jewish Settlements. Palestinian Center for Regional Studies, Al-Bireh, 2000.
- Israel in the Region: Conflict, Hegemony, or Cooperation, Palestinian Center for Regional Studies, Al-Bireh, 1998.
- Private-Sector Credits: Donor Assistance, PECDAR, Jérusalem, 1998.
- The Politics of the Middle East Development Bank, Palestinian Center for Regional Studies, Al-Bireh, 1998.
- Palestine: Building the Foundation of Economic Growth, PECDAR, 1re éd. 1987 et 2e éd. 1998.
- Editor, The Benelux: A Paradigm for the Middle East? Palestinian Center for Regional Studies. Al-Bireh, 1998.
- Editor, Scenarios on the Future of Jerusalem. Palestinian Center for Regional Studies. Al-Bireh, 1998.
- Editor, Labor Migration in the Middle East. Palestinian Center for Regional Studies. Al-Bireh, 1997.
- A'naba: A Palestinian Destroyed Village, Birzeit University, Research Center, 1992.
- The Israeli Immigration and Colonial Settlements: A Zero-sum Situation?, Peter Demand, ed., The Dynamics of Self-Determination. La Haye, 1991.
- Ein Karem: A Palestinian Destroyed Village, Birzeit University, Research Center, 1982.